# محمد عبد الباسط (لاعب كرة قدم)
محمد عبد الباسط لاعب كرة قدم غاني، من مواليد 27 يوليو 1981، يلعب الآن مع نادي المحرق كلاعب هجوم، شارك في كأس الأمير 52 مع نادي الصليبيخات.